# Sousa
Sousa là một đô thị thuộc bang Paraíba, Brasil. Đô thị này có diện tích 842 km², dân số năm 2007 là 63886 người, mật độ 75,6 người/km².